# Pilota d'Or 1963
El premi Pilota d'Or 1963, atorgat al millor futbolista europeu de l'any, a criteri d'un panell de periodistes esportius d'arreu dels territoris membres de la UEFA, fou entregat a Lev Iaixin, el primer, i fins a l'agost de 2023, l'únic porter en guanyar aquest guardó. També va esdevenir el primer soviètic i rus en guanyar-lo.

## Classificació
| Posició | Nom                     | Club                 | Nacionalitat   | Punts |
| 1       | Lev Iaixin              | Dynamo Moscow        | Unió Soviètica | 73    |
| 2       | Gianni Rivera           | AC Milan             | Itàlia         | 55    |
| 3       | Jimmy Greaves           | Tottenham Hotspur FC | Anglaterra     | 50    |
| 4       | Denis Law               | Manchester United FC | Escòcia        | 45    |
| 5       | Eusébio                 | SL Benfica           | Portugal       | 19    |
| 6       | Karl-Heinz Schnellinger | 1. FC Köln Mantova   | RFA            | 16    |
| 7       | Uwe Seeler              | Hamburger SV         | RFA            | 9     |
| 8       | Bobby Charlton          | Manchester United FC | Anglaterra     | 5     |
| 8       | Luis Suárez             | Inter de Milà        | Espanya        | 5     |
| 8       | Giovanni Trapattoni     | AC Milan             | Itàlia         | 5     |
| 11      | José Altafini           | AC Milan             | Brasil         | 4     |
| 11      | Paul Van Himst          | RSC Anderlecht       | Bèlgica        | 4     |
| 13      | Flórián Albert          | Ferencvárosi TC      | Hongria        | 3     |
| 13      | Harry Bild              | IFK Norrköping       | Suècia         | 3     |
| 13      | Josef Masopust          | Dukla Praga          | Txecoslovàquia | 3     |
| 13      | Omar Sívori             | Juventus FC          | Argentina      | 3     |
| 17      | Robert Herbin           | AS Saint-Étienne     | França         | 2     |
| 17      | Jef Jurion              | RSC Anderlecht       | Bèlgica        | 2     |
| 17      | Cesare Maldini          | AC Milan             | Itàlia         | 2     |
| 17      | Károly Sándor           | MTK Budapest         | Hongria        | 2     |
| 21      | Mário Coluna            | SL Benfica           | Portugal       | 1     |
| 21      | Ake Johansson           | IFK Norrköping       | Suècia         | 1     |
| 21      | Manfred Kaiser          | Wismut Aue           | RDA            | 1     |
| 21      | Metin Oktay             | Galatasaray          | Turquia        | 1     |
| 21      | Svatopluk Pluskal       | Dukla Praga          | Txecoslovàquia | 1     |